# Dubbeldekker Nieuwe Generatie
De Dubbeldekker Nieuwe Generatie (afgekort: DDNG) is een toekomstig dubbeldekstreinstel van de Nederlandse Spoorwegen. De treinstellen worden van het type CAF Civity Duo en zijn daarmee technisch nauw verwant aan de Sprinter Nieuwe Generatie die een enkeldeksversie van de CAF Civity is. De treinen zijn bedoeld voor het intercitynetwerk van de NS, waar ze de vervanger worden van het DDZ-materieel. De treinstellen komen naar verwachting in 2028 in dienst.

## Geschiedenis

### Voorgeschiedenis
Omstreeks 2020 rijden er in Nederland 3 soorten materieel op intercitytreinen: Intercitymaterieel (ICM), Dubbeldeksinterregiomaterieel (VIRM) en Dubbeldekker Zonering (DDZ), waarvan zowel ICM als DDZ tegen het einde van de levensduur lopen. Ter vervanging heeft NS enkeldeks Intercity Nieuwe Generatie (ICNG) aangeschaft. ICNG, instromend vanaf 2023, is bedoeld als intercitymaterieel voor treinseries die (deels) op de hogesnelheidslijn rijden. Men heeft hier bewust gekozen voor enkeldeksstellen vanwege de slappe grond in Nederland.
In de periode 2004-2013 is het aantal reizigers op het hoofdrailnet bovendien met 24% gegroeid. Deze groei is grotendeels te verklaren door een bevolkingstoename, een groter aantal studenten, de gestegen brandstofprijzen en het laten rijden van meer treinen. De vraag naar materieel is daardoor groter geworden. Materieel dat deels dubbeldeks is, maar ook enkeldeks delen heeft, biedt meer capaciteit dan reguliere enkeldekstreinen, maar is toegankelijk voor minder validen, waarbij zij verder dan alleen op de balkons kunnen komen.

### Aanbesteding
Op 9 april 2020 werd bekend dat NS een aanbesteding had uitgeschreven voor dubbeldekkers met een totaal van 30.000 zitplaatsen. Ook moesten er enkele enkeldeks rijtuigen in voorkomen voor de toegankelijkheid.
In augustus 2022 werd bekend dat CAF de aanbesteding had gewonnen, met het model Civity Duo. Het contract omvat 60 dubbeldekkers met 4 en 6 rijtuigen. Nadat er geen rechtszaken waren geweest over het aanbod, kon NS verder met de gunning. Er is een mogelijkheid om uit te breiden naar 80.000 zitplaatsen en materieel voor het buitenland.

## Beschrijving
De basisorder bestaat uit 30 vierdelige en 30 zesdelige treinstellen, met elk een enkeldeks rijtuig aan de beide uiteinden. De deuren bij de enkeldeks rijtuigen zijn gelijkvloers bij de standaard Nederlandse perronhoogte.
De treinen zijn voorzien van ATB-EG en ERTMS. Ze kunnen rijden op 1500 V gelijkspanning, met daarbij nog de optie om op 3000 V gelijkspanning te kunnen rijden. Ze zijn niet geschikt voor op de HSL.

### Interieur
In februari 2020 presenteerde de NS de nieuwe richtlijn voor Intercity's. De treinen zouden meer volgens het concept van "Zonering" moeten worden ingedeeld, zodat de trein beter zal worden beleefd als kantoor of gezelschapsruimte. De DDNG zal de eerste nieuwe trein worden die bij aflevering voorzien is van dit interieur. De designkenmerken van het 'Flow'-concept keren terug in het exterieur.
De eerste klas krijgt een 2+2-stoelopstelling, in afwijking van andere NS-intercitytreinen (2+1).

## Onderhoud
Het onderhoud van de DDNG is voorzien bij NedTrain Onnen.